# Fra Lippo Lippi
Fra Lippo Lippi ist eine New-Wave-/Synthiepop- und Post-Punk-Band aus Norwegen. Sie hatte einige Hits in den 1980er Jahren, darunter Shouldn’t Have to Be Like That, Everytime I See You und Light and Shade.

## Geschichte
Bassist Rune Kristoffersen (* 22. September 1957) und Sänger Per Öystein Sörensen (* 13. Dezember 1961) gründeten die Band im Jahre 1980 und benannten sie nach dem gleichnamigen italienischen Maler aus dem 15. Jahrhundert (1406–1469).
Waren ihre ersten beiden Werke In Silence und Small Mercies noch stark von frühem Post-Punk und Dark Wave im Stile von Joy Division geprägt, wandte sich die Band später allmählich dem Pop zu. Mitte der 1980er wurden Fra Lippo Lippi auch außerhalb Norwegens bekannt. Shouldn’t Have to Be Like That lief im Frühjahr 1986 zwar häufig im Radio, konnte sich jedoch nicht in der Hitparade platzieren.
Walter Becker, Mitglied der Band Steely Dan, produzierte ihr 1987er Album Light and Shade. Insgesamt veröffentlichte die Band sieben Studioalben, ein Livealbum und mehrere Kompilationen.

## Diskografie

### Alben
- 1981: In Silence
- 1983: Small Mercies
- 1985: Songs
- 1987: Light and Shade
- 1989: The Colour Album
- 1992: Dreams
- 2002: In a Brilliant White

### Livealben
- 1990: Crash of Light

### Kompilationen
- 1995: The Best of Fra Lippo Lippi ’85–’95
- 1997: The Virgin Years – Greatest Hits
- 2005: The Early Years (Wiederveröffentlichung von In Silence und Small Mercies)
- 2005: The Best of Fra Lippo Lippi
- 2005: The Essential Fra Lippo Lippi: Essence & Rare